# رونالد ويجل
رونالد ويجل (بالألمانية: Ronald Weigel)‏ (و. 1959  م) هو منافس ألعاب قوى من ألمانيا، وألمانيا الشرقية، ولد في هيلدبورغهاوزن، شارك في الألعاب الأولمبية الصيفية 1996، والألعاب الأولمبية الصيفية 1992، والألعاب الأولمبية الصيفية 1988.

## جوائز
حصل على جوائز منها:
- وسام الاستحقاق الوطني الذهبي
- وسام نجمة صداقة الشعوب لألمانيا الشرقية [الإنجليزية]‏

## روابط خارجية
- رونالد ويجل على موقع الاتحاد الدولي لألعاب القوى (الإنجليزية)
- رونالد ويجل على موقع اللجنة الأولمبية الدولية (الإنجليزية)
- رونالد ويجل على موقع أوليمبيديا (الإنجليزية)